# Сизый коршун
Сизый коршун (лат. Ictinia plumbea) — вид хищных птиц из семейства ястребиных.

## Распространение
Размножаются в Неотропике, на пространстве от восточной части Мексики до Перу, Боливии и Аргентины, а также на Тринидаде. Птицы из северной и южной частей ареала зимой мигрируют в южноамериканские тропики. Живут в равнинных лесах и саваннах.

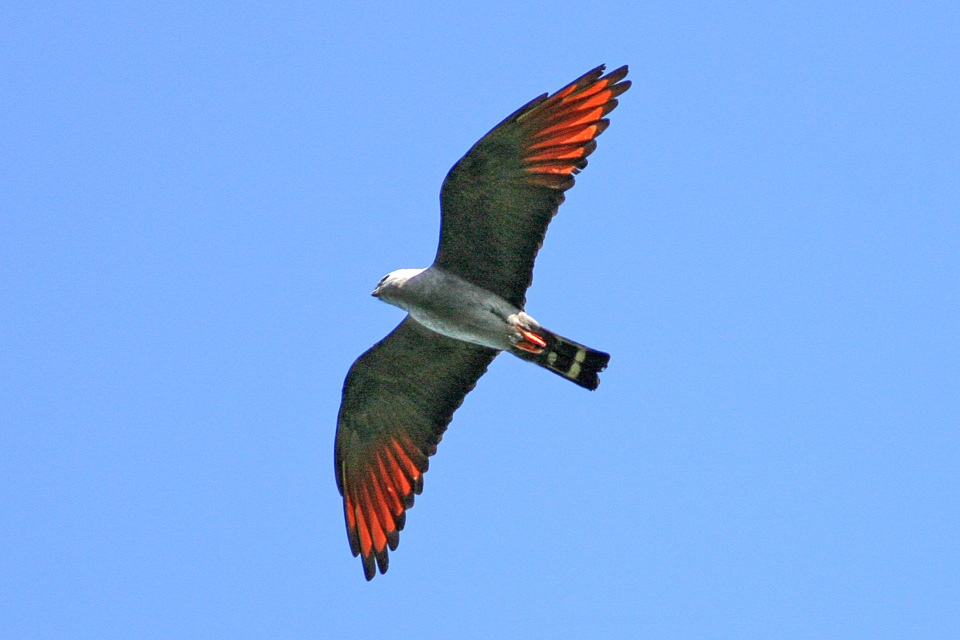
Сизый коршун в полёте

## Описание
Длина тела 33—38 см, масса тела самцов 190—297 г, а самок — от 232 до 294 г. Размах крыльев 84—94 см. Окраска головы, подбородка, горла, затылка и нижней части тела варьируется от серого до темно-серого цвета. Во время полёта на крыльях видны красновато-коричневые перья. Короткий чёрный хвост с 2—3 белыми полосками. Клюв чёрный, восковица иссиня-чёрная. Радужная оболочка карминово-красная. Цевка и пальцы ног тёмно-красновато-оранжевые или красновато-жёлтые, а когти чёрные.
Вне сезона размножения сизый коршун довольно молчалив. Однако в период размножения можно услышать жалобный свист из двух или трех слогов, который в конце понижается по высоте и может воспроизводиться как «swi-siii» или «fi-diii». Это очень напоминает пение тиранна-разбойника (Legatus leucophaius). Также описывается пронзительный свист «schierieeeer» или «sissiiiooo», а также серии криков, которые звучат как «hie-hiee hie-hiee» или «jip-jip».

## Биология

### Питание
Сизый коршун питается почти исключительно крупными насекомыми, которых ловит в полёте или взлетая с присады. В состав рациона входят цикады, жуки (семейства Cetonidae, Elateridae, Hydrophilidae), стрекозы (Aeshnidae), прямокрылые (Locustidae), чешуекрылые, полужесткокрылые (Fulgoridae, Pentatomidae), аскалафы (Ascalaphidae), перепончатокрылые (Formicidae, Vespidae, Apidae) и термиты. В местах гнездования более 90% зафиксированной добычи составляли насекомые, около 6% ящерицы, 1,1% змеи, 0,3% птицы, 0,2% летучие мыши и 0,1% лягушки. Во время массового скопления крупнотелых цикад в сезон дождей пары коршунов могут проводить несколько часов в день, следуя за группами хохлатых игрунок (Callithrix flaviceps), чтобы поймать потревоженных ими цикад.

### Размножение
Сезон размножения в Гватемале и Суринаме начинается в марте, а в Тринидаде продолжается с февраля по июнь. Маленькое гнездо из веток располагается на высоком открытом дереве, часто используется одной и той же парой птиц несколько лет. В кладке обычно одно яйцо, в крайних северных и южных районах ареала бывает два яйца. Яйца белые или голубовато-белые. Инкубационный период составляет 32—33 дня. В строительстве гнезда и насиживании принимают участие оба родителя. Птенцы оперяются в среднем через 38 дней.

## Охранный статус
МСОП присвоил виду охранный статус LC.